# Tom
Tom és el nom amb què hom designa sovint cadascuna de les grans seccions principals en què s'estructura intel·lectualment una obra per afinitat temàtica. El terme tom s'empra sobretot quan l'obra és molt voluminosa o d'estructura complexa; l'habitual és que cada tom consti de diversos capítols (o de diverses seccions o parts, compostes cadascuna de diversos capítols).
En aquest mateix sentit, a voltes s'empra la designació llibre en comptes de tom; també pot ésser que les seccions principals duguin la designació de llibres, i que cadascun d'aquests se subdivideixi en toms (o viceversa).
Cal distingir entre tom (sistema d'ordenació intel·lectual) i volum (unitat física de llibre): segons la seva extensió i la voluntat de l'editor, un tom pot ocupar part d'un volum, o un volum complet, o diversos volums.